# IC 318
IC 318 ist eine Spiralgalaxie vom Hubble-Typ Sbc im Sternbild Eridanus am Südsternhimmel. Sie ist schätzungsweise 407 Millionen Lichtjahre von der Milchstraße entfernt und hat einen Durchmesser von etwa 110.000 Lichtjahren.

In der gleichen Himmelsregion befinden sich u. a. die Galaxien NGC 1290, NGC 1295, NGC 1309.
Das Objekt wurde am 1. Dezember 1891 vom französischen Astronomen Stéphane Javelle entdeckt.